# 英飞凌科技

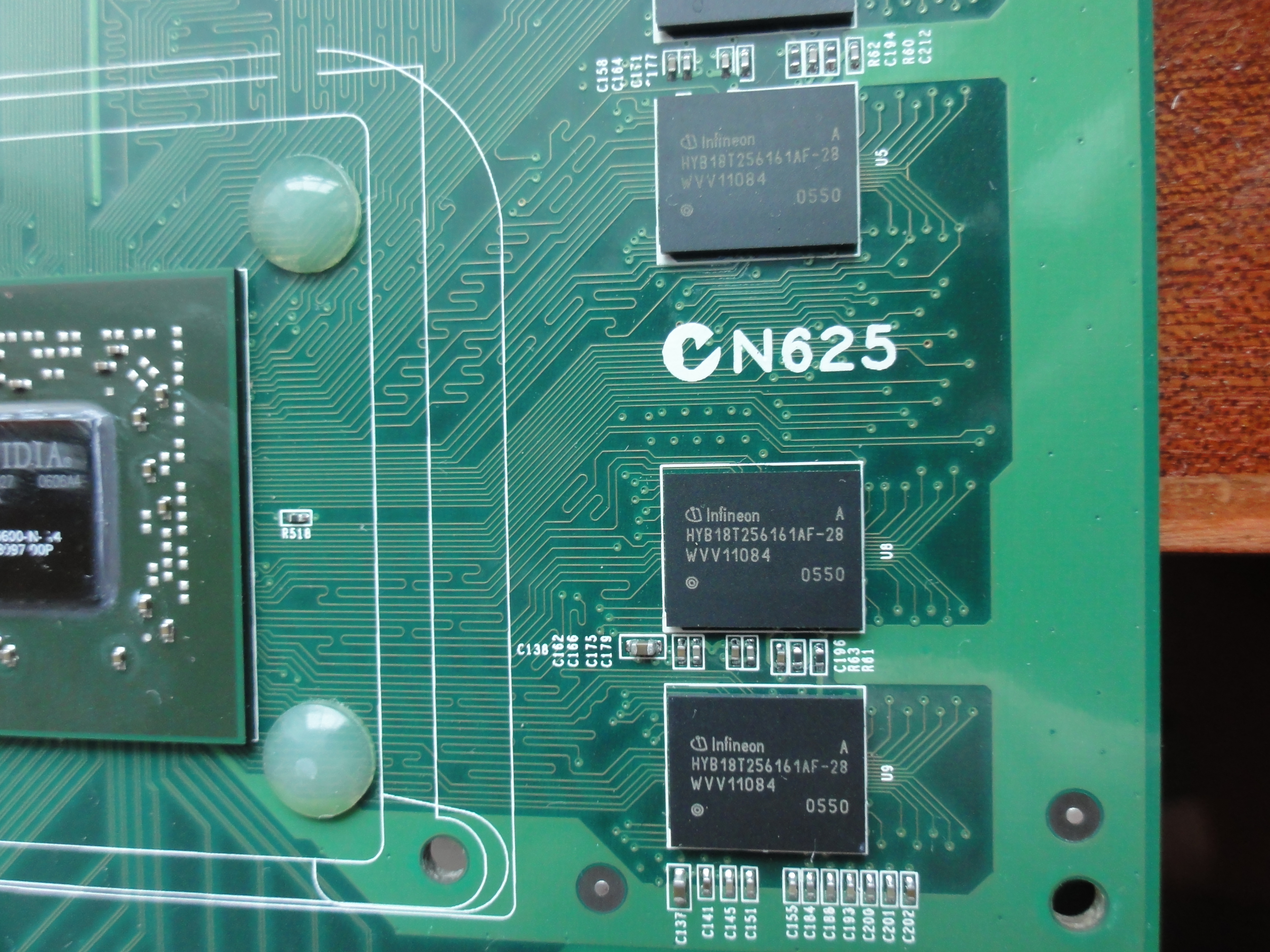
英飞凌的显存

英飞凌科技股份有限公司（Infineon Technologies，FWB：IFX）总部位于德国巴伐利亞州新比貝格，主力提供半导体和系统解决方案，解决在高能效、移动性和安全性方面帶來的挑战。

## 历史
英飛凌前身是西門子集團旗下子公司西門子半导体（Siemens Semiconductor），于1999年独立，2000年上市。中文名曾被称为亿恒科技，2002年起更至現名。其無線解決方案部門在2010年8月售給英特爾。
2011 年 1 月 31 日，英飞凌以 14 亿美元的价格将无线解决方案业务部门出售给英特尔。由此产生的新公司拥有大约 3,500 名员工，并以英特尔移动通信 (Intel Mobile Communications，IMC) 的名义运营。IMC 的智能手机调制解调器业务于 2019 年宣布被 Apple Inc. 收购。。
2012财年（截止于9月30日），公司报告的销售额达 39 亿欧元，在全球拥有约 26700 名员工。英飞凌在法兰克福证券交易所（股票代码：IFX）和美国柜台交易市场 OTCQX International Premier（股票代码：IFNNY）挂牌上市。
英飞凌科技于 2014 年 8 月 20 日同意以约 30 亿美元的价格收购国际整流器公司 (International Rectifier Corporation，IR)，三分之一为现金，三分之二为信贷额度。对国际整流器的收购于 2015 年 1 月 13 日正式完成。
2016 年 7 月，英飞凌宣布同意以 8.5 亿美元现金从 Cree Inc. 手中收购总部位于北卡罗来纳州的 Wolfspeed 公司。然而，由于美国的安全考虑，该交易被中止。
2016 年 10 月，英飞凌收购了 Innoluce 公司，该公司在用于自动驾驶汽车的 MEMS 和 LiDAR 系统方面拥有专业知识。 MEMS 激光雷达系统每秒最多可扫描 5,000 个数据点，范围为 250 公尺，批量生产的预期单位成本为 250 美元。
2019年6月3日英飛凌與美國賽普拉斯半導體達成併購協議，前者將以每股23.85美元現金，斥資90億歐元（101億美元）收購後者。